# YUZU ARENA TOUR 2011 2-NI- リハーサル(秘)音源
『YUZU ARENA TOUR 2011 2-NI- リハーサル㊙音源』（ゆずアリーナツアーにせんじゅういち・に・リハーサルおんげん）は、ゆずのリハーサル音源CD。非売品である。

## 概要
YUZU ARENA TOUR 2011 「2-NI- × FUTARI」の会場にてアルバム『2-NI-』を購入すると、もれなくプレゼントされた同ツアーのリハーサル音源。

## 収録曲
1. 代官山リフレイン
2. 1か8
3. 第九のベンさん
4. Hey和

いずれも『2-NI-』収録曲。フルコーラスではないため一曲約2～4分となっている。